# 阿曽沼秀光
阿曽沼 秀光（あそぬま ひでみつ）は、江戸時代初期の武士。毛利氏家臣で長州藩士。父は秋里元平、養父は阿曽沼元理。

## 生涯
寛永14年（1637年）に秋里元平の子として生まれ、長州藩士・阿曽沼元理の娘と婚姻し婿養子となり、毛利秀就、綱広の二代に仕える。
延宝6年（1678年）2月27日に42歳で死去し、子の秀之（二郎三郎）が後を継いだ。